# Maubisse
Maubisse (Maubesse, Mau-Bessi, Maobisse, Maubise) ist eine Stadt im Nordosten der osttimoresischen Gemeinde Ainaro im Suco Maubisse. Als einzige Stadt im Land ist sie nicht der Hauptort einer Gemeinde.

## Geographie
Die Stadt Maubisse liegt in einer bergigen Region auf 1439 m über dem Meeresspiegel, etwa 40 km südlich der Landeshauptstadt Dili, an der gut ausgebauten Straße von Dili zur Gemeindehauptstadt Ainaro. Sie liegt im Osten des gleichnamigen Sucos. Das historische Zentrum befindet sich in der Aldeia Vila. Wichtige Einrichtungen liegen in der Aldeia Ura-Hou und die geschlossene Siedlung dehnt sich in die Aldeia Hato-Fae aus. In der Umgebung zerstreuen sich die Wohngebäude immer mehr, ohne eine klare Stadtgrenze zu zeichnen.

## Einwohner

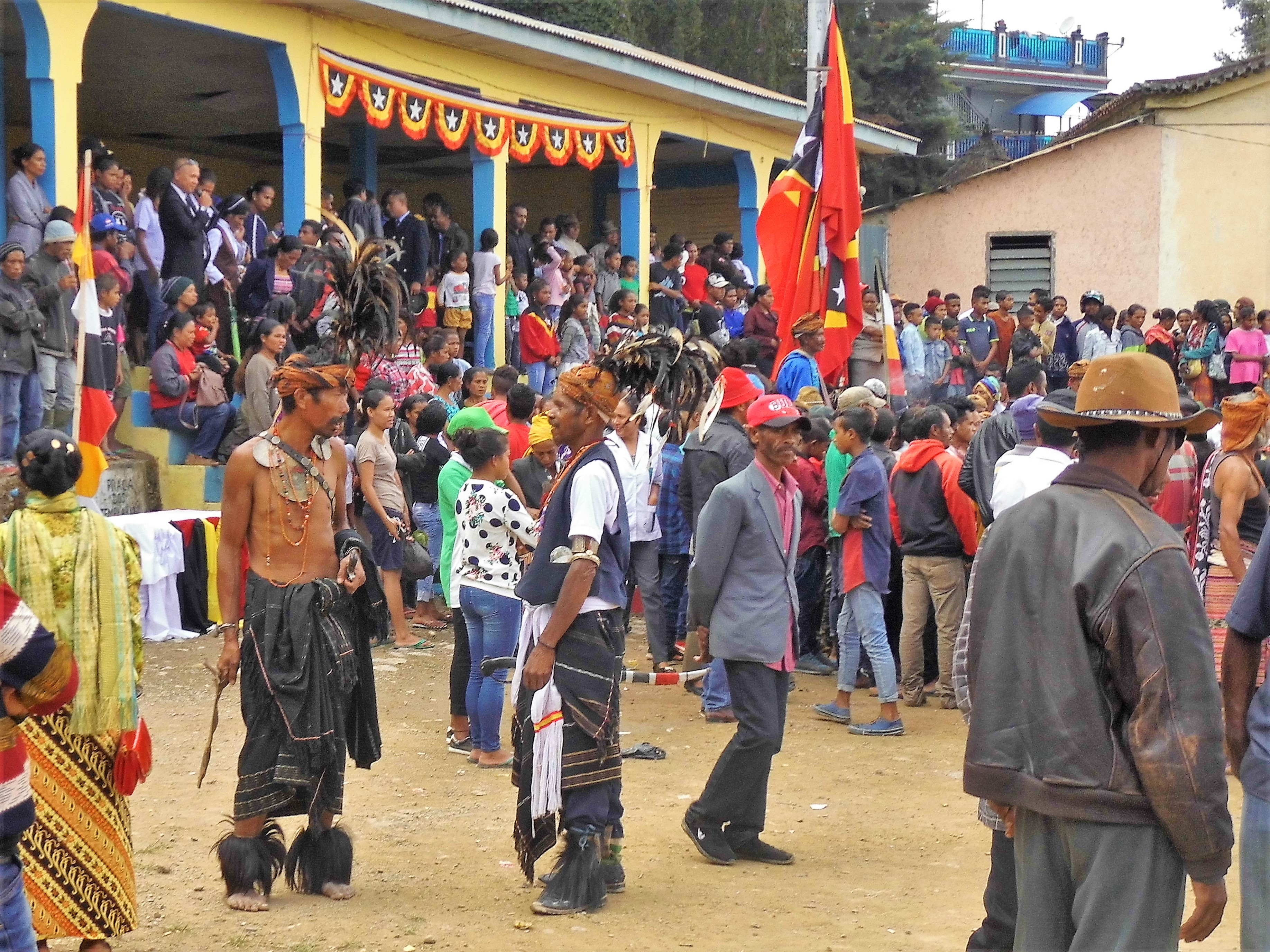
Feiern zum Unabhängigkeitstag in Maubisse 2018

2022 zählte man 3.370 Menschen in der Stadt.

## Geschichte
Während des Zweiten Weltkrieges wurde Portugiesisch-Timor von den Japanern besetzt und wurde Schauplatz der Schlacht um Timor, in der australische Kommandos und ein Teil der Bevölkerung in Guerillataktik gegen die Besatzer kämpften. Maubisse wurde während der japanischen Offensive von August 1942 besetzt. Am 11. August kam es zur Rebellion von Maubisse, in der sich die ansässige nicht-christliche Bevölkerung gegen die Portugiesen und christianisierten, pro-portugiesischen Timoresen von Ainaro und Same, und hier gegen Dom Aleixo Corte-Real, dem Liurai von Soro, wandte. Ein portugiesischer Beamter wurde getötet, die Kolonialmacht und die mit ihnen verbündeten Moradores konnten die Rebellen aber in die Berge vertreiben. Evaristo de Sá Benevides, Herrscher von Maubisse, wurde 1943 von den Japanern umgebracht. Ihm gedenkt heute ein Mahnmal in der Stadt.
In Maubisse kam es am 11. Juni 2006 zu Unruhen. Der Ort galt als eine Hochburg der rebellischen Soldaten unter Alfredo Alves Reinado, die Ende April die schlimmsten Unruhen in Osttimor seit der Unabhängigkeit ausgelöst hatten. Hunderte Menschen demonstrierten in Maubisse gegen Premierminister Marí Alkatiri. Als ein Mann unter zunächst ungeklärten Umständen eine Stichwunde erlitt, begannen zwei rivalisierende Gruppen von Demonstranten, sich Straßenkämpfe zu liefern. Polizisten feuerten in die Luft und drohten mit dem Einsatz einer Granate. Gleichzeitig fielen auch in der Menge Schüsse, so dass die Demonstranten schließlich in Panik flohen. Am 22. November wurde erneut von Straßenkämpfen in Maubisse berichtet. Einheimische waren mit Mitgliedern von Colimau 2000 in Streit geraten, als diese Bewohner Maubisses zwingen wollten, Mitglied in der Organisation zu werden. Eine Person wurde dabei getötet, eine weitere verletzt. Als die Polizei eingreifen wollte, wurde ein Polizist krankenhausreif geschlagen.

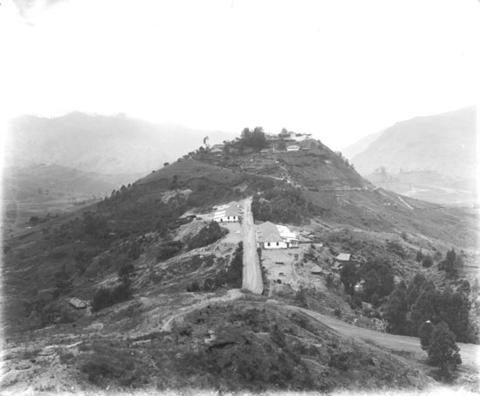
Maubisse in den 1930er-Jahren
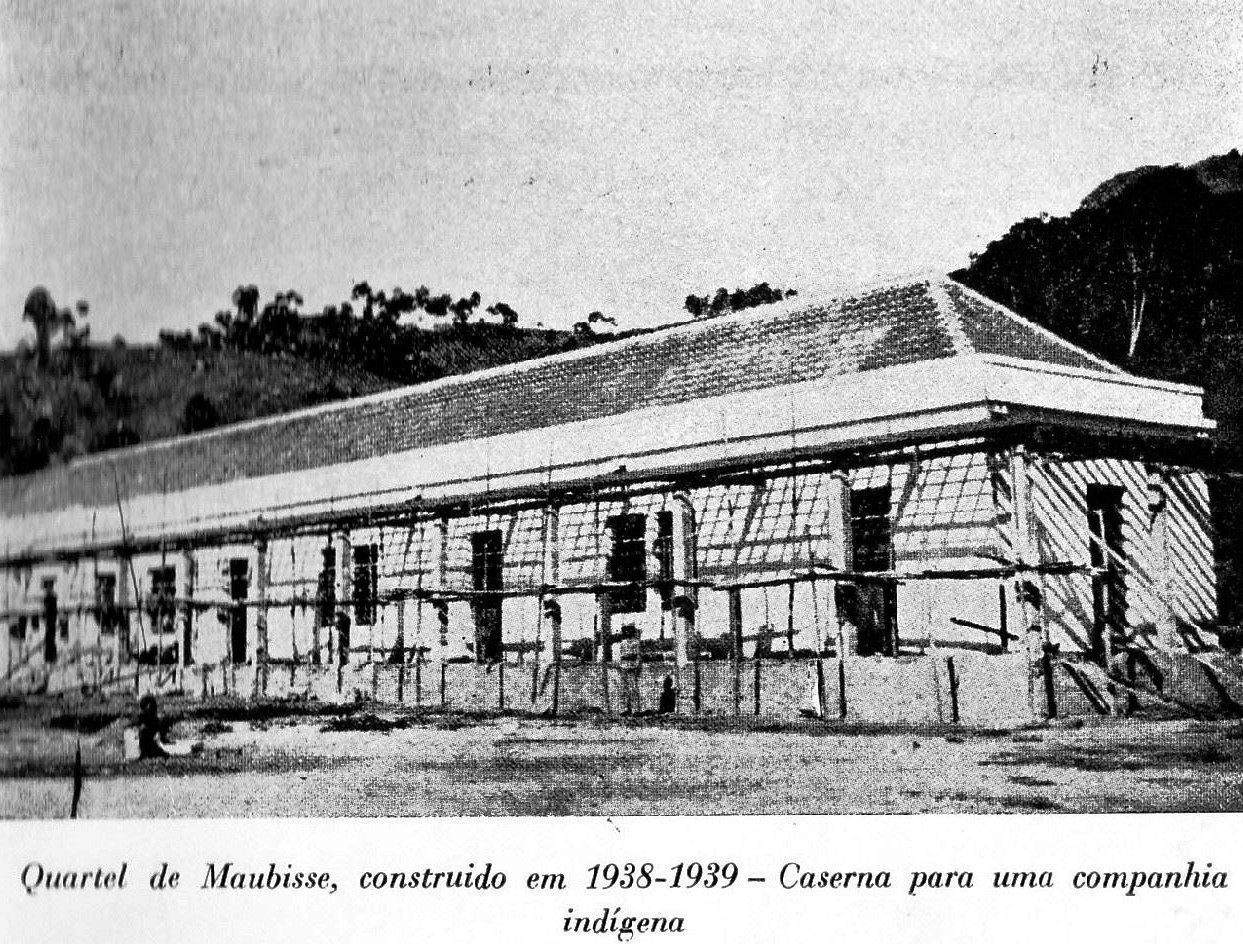
Bau der Kaserne in Maubisse (1938/39)
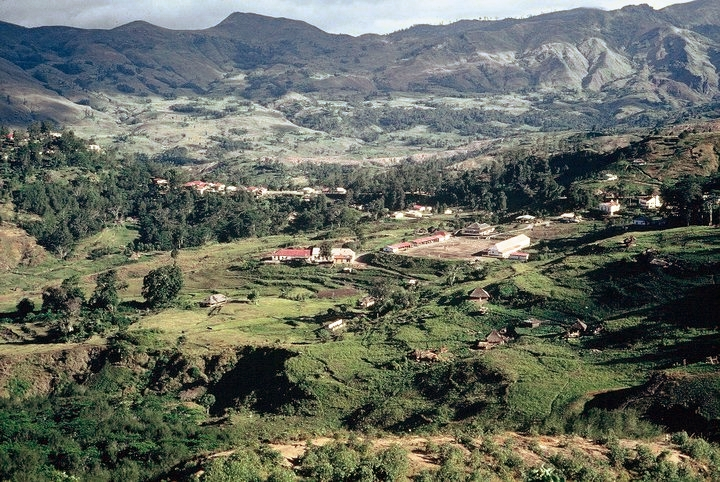
Maubisse im Jahre 1970
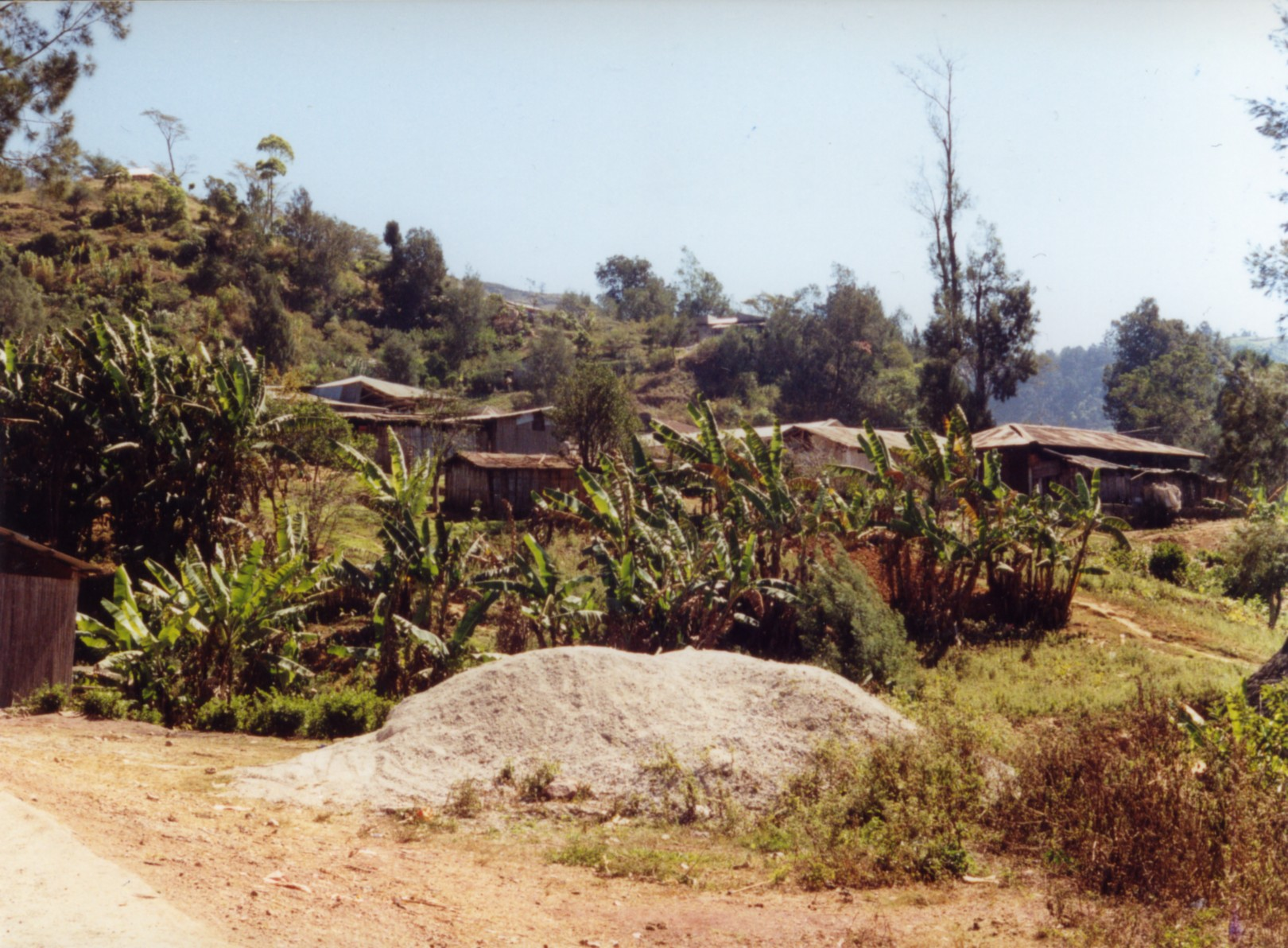
Wohnhütten in Maubisse (2002)

## Einrichtungen

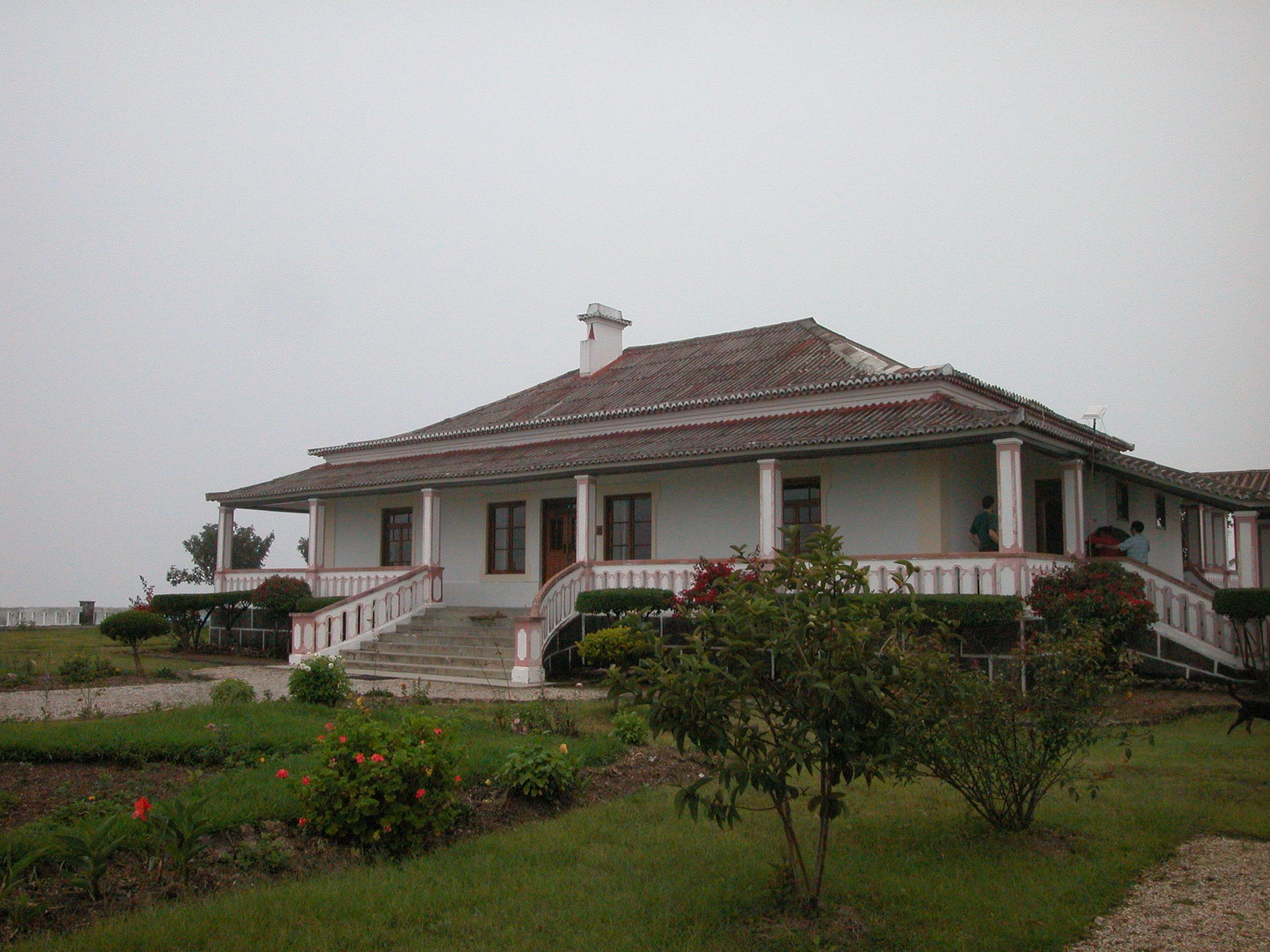
Die Herberge von Maubisse

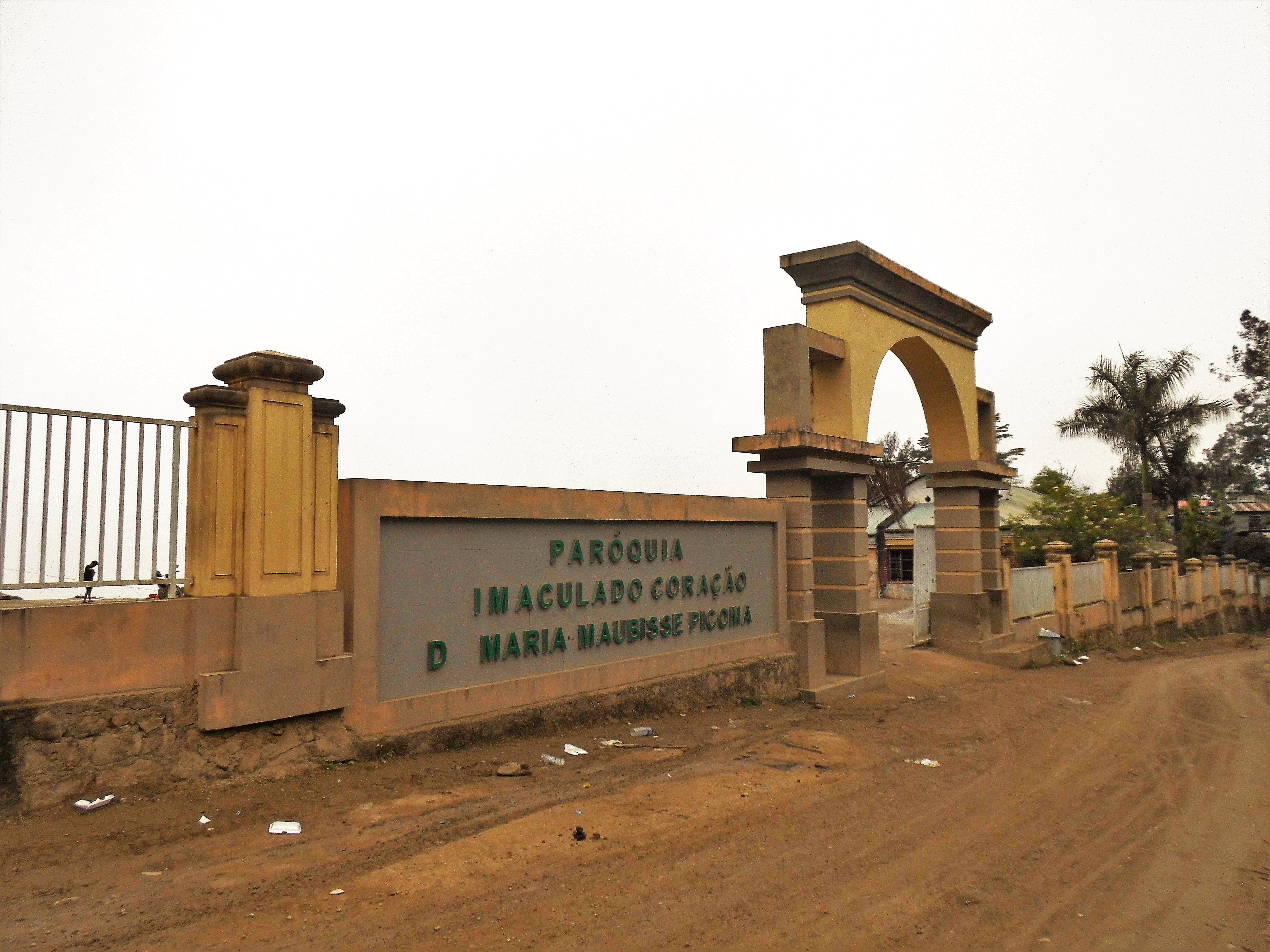
Eingang zur Pfarrei in Maubisse

Der Markt von Maubisse ist von regionaler Bedeutung. Außerdem gibt es hier eine Pousada (Herberge), die noch aus der portugiesischen Kolonialzeit stammt. Sie war in der Kolonialzeit der Wohnsitz des Administrators. Das Gebäude steht an der Stelle, wo früher eine portugiesische Festung stand. Einige Grundmauern von ihr sind noch erhalten. Ein weiterer Blickfang sind die 1999 gebaute Pfarrkirche São Mateus und der Dorfplatz Praça dos Templários mit einem Denkmal, das an das portugiesische 1. Bataillon der Fallschirmjäger (1°BIPara (Ref)) erinnert, das in Maubisse im Rahmen der INTERFET und UNTAET seinen Dienst tat. Im Ort gibt es eine Grundschule, eine vorbereitende Schule für die Sekundärstufe, ein kommunales Gesundheitszentrum, einen Hubschrauberlandeplatz und eine Polizeistation.
.

## Persönlichkeiten
Die bekannte Aktivistin Bella Galhos betreibt mit dem Leublora Green Village ein Zentrum für organische Landwirtschaft mit angeschlossenem Restaurant und Schule.